# Skåpanäs kraftverk
Skåpanäs kraftverk är ett vattenkraftverk i Ätran. Kraftverket ligger mellan Mårdaklev och Gunnarp och byggdes 1957. Den normala årsproduktion är 36 GWh och fallhöjden är 18 meter. E.ON äger kraftverket. Kraftverket dämmer upp Ätrans dämningsområde.